# Wilhelmramsayita
La wilhelmramsayita és un mineral de la classe dels sulfurs. Va ser anomenada en honor de Wilhelm Ramsay (1865-1928), geòleg, mineralogista i petròleg finlandès que va completar el primer estudi detallat del complex alcalí Jibiny-Lovozero.

## Característiques
La wilhelmramsayita és un sulfur de fórmula química Cu₃FeS₃·2H₂O. Cristal·litza en el sistema ortoròmbic. La seva duresa a l'escala de Mohs és 2,5.
Segons la classificació de Nickel-Strunz, la wilhelmramsayita pertany a «02.FD - Sulfurs d'arsènic amb O, OH, H2O» juntament amb els següents minerals: quermesita, viaeneïta, erdita, coyoteïta, haapalaïta, val·leriïta, yushkinita, tochilinita, vyalsovita i bazhenovita.

## Jaciments
La wilhelmramsayita va ser descoberta al mont Koashva, situat al massís de Khibini, a la Península de Kola (óblast de Múrmansk, Districte Federal del Nord-oest, Rússia). Es tracta de l'únic indret on ha estat trobada aquesta espècie mineral.